# Alor
Alor Oradea a fost o companie producătoare de alumină din România.
Era singura fabrică de alumină care folosea bauxită autohtonă.
A fost cumpărată, la valoarea de lichidare, de Russki Aluminium (RusAl), în 1998.
Paravanul sub care Russki (deținută de celebrii oligarhi Roman Abramovich și Oleg Deripaska) a administrat societatea de la Oradea s-a numit Cemtrade.
În anul 2001, rușii au închis fabrica, pe motiv ca nu mai era profitabilă.
La momentul respectiv, Alor avea 700 de angajați.
Alor a fost singura fabrică de alumină tubulară din Europa.
Alumina tubulară era produsă în lume de concernul american Alcoa și de Alor.

## Istoric
Construită în 1967, fabrica de alumină a fost prima de pe platforma industrială a orașului Oradea.
Practic, CET-ul (Centrala termo electrică Oradea) a fost construită pentru a o deservi.
Vârful de producție al fabricii s-a situat, în anii '80, la 225.000 de tone de alumină produse anual și peste 1.200 de angajați.
După 1990, industria a intrat în declin.
În 1999 fabrica a intrat in lichidare iar anul următor a fost preluata de Ruskii Aluminium.
Concernul Ruskii Aluminium are cu o cifră de afaceri de 7 miliarde USD anual și este patronat de miliardarii ruși Oleg Deripaska și Roman Abramovich (proprietarul clubului de fotbal Chelsea).
Producția, reluată în decembrie 2000, a fost oprită în ianuarie 2002 când fabrica a fost închisă pentru a doua oară.